# Leenhan Romero
Leenhan Schnneiderth D'Alessan Romero Pacheco (Maracay, Venezuela; 1 de noviembre de 2006) es un futbolista venezolano que juega como centrocampista en la Universidad Católica de la Primera División de Chile.

## Trayectoria
Nacido en Maracay en Venezuela, emigró junto a su familia a Chile en 2018. A mediados de 2020, sus actuaciones con el equipo juvenil Católica de Quilicura en un torneo juvenil en La Serena llamaron la atención del equipo profesional C. D. Universidad Católica, y firmó con el club tras una prueba de dos semanas. Al principio tuvo problemas de documentación, por lo que no pudo jugar con los equipos juveniles del club durante seis meses.
Dos años más tarde, a la edad de quince años, fue invitado por el entrenador Rodrigo Astudillo a entrenar con la plantilla del primer equipo. Impresionó al entonces entrenador Ariel Holan, quien dijo de Romero: "tiene cualidades, es dinámico y tiene muy buen juego de pies". En mayo de 2023 firmó su primer contrato profesional con el club.

## Selección nacional

### Selecciones menores
Fue convocado por primera vez a la selección venezolana sub-17 en diciembre de 2022, de cara a un torneo amistoso en el que el equipo se enfrentaría a Argentina y Bolivia. Sin embargo, debido a problemas con su documentación, no pudo viajar.
Tras haber representado a Venezuela en el Campeonato Sudamericano de Fútbol Sub-17 de 2023, fue convocado de nuevo para la Copa Mundial de Fútbol Sub-17 de 2023, y en el partido inaugural de Venezuela contra Nueva Zelanda marcó dos goles en los últimos minutos de la victoria por 3-0. Tras el partido declaró que era "un sueño debutar en un Mundial".

#### Participaciones en Sudamericanos
| Competencia                 | Sede    | Resultado    | PJ | Goles |
| --------------------------- | ------- | ------------ | -- | ----- |
| Sudamericano Sub-17 de 2023 | Ecuador | Cuarto lugar | 8  | 0     |

#### Participaciones en Copas del Mundo
| Mundial                | Sede      | Resultado        | Partidos | Goles |
| ---------------------- | --------- | ---------------- | -------- | ----- |
| Mundial Sub-17 de 2023 | Indonesia | Octavos de final | 3        | 2     |

## Estadísticas

### Clubes
| Club                         | Div.          | Temporada     | Liga  | Liga  | Liga   | Copas nacionales | Copas nacionales | Copas nacionales | Copas internacionales | Copas internacionales | Copas internacionales | Total | Total | Total  |
| Club                         | Div.          | Temporada     | Part. | Goles | Asist. | Part.            | Goles            | Asist.           | Part.                 | Goles                 | Asist.                | Part. | Goles | Asist. |
| ---------------------------- | ------------- | ------------- | ----- | ----- | ------ | ---------------- | ---------------- | ---------------- | --------------------- | --------------------- | --------------------- | ----- | ----- | ------ |
| Universidad Católica · Chile | 1.ª           | 2024          | 2     | 0     | 1      | —                | —                | —                | —                     | —                     | —                     | 2     | 0     | 1      |
| Universidad Católica · Chile | Total club    | Total club    | 2     | 0     | 1      | 0                | 0                | 0                | 0                     | 0                     | 0                     | 2     | 0     | 1      |
| Total carrera                | Total carrera | Total carrera | 2     | 0     | 1      | 0                | 0                | 0                | 0                     | 0                     | 0                     | 2     | 0     | 1      |
| 1.                           |               |               |       |       |        |                  |                  |                  |                       |                       |                       |       |       |        |

### Selecciones
| Selección          | Temporada     | Amistosos | Amistosos | Amistosos | Sudamérica | Sudamérica | Sudamérica | Mundial | Mundial | Mundial | Total | Total | Total  |
| Selección          | Temporada     | Part.     | Goles     | Asist.    | Part.      | Goles      | Asist.     | Part.   | Goles   | Asist.  | Part. | Goles | Asist. |
| ------------------ | ------------- | --------- | --------- | --------- | ---------- | ---------- | ---------- | ------- | ------- | ------- | ----- | ----- | ------ |
| Sub-17 · Venezuela | 2023          | —         | —         | —         | 8          | 0          | 0          | 3       | 2       | 0       | 11    | 2     | 0      |
| Sub-17 · Venezuela | Total         | 0         | 0         | 0         | 8          | 0          | 0          | 3       | 2       | 0       | 11    | 2     | 0      |
| Total carrera      | Total carrera | 0         | 0         | 0         | 8          | 0          | 0          | 3       | 2       | 0       | 11    | 2     | 0      |
| 1. 2.              |               |           |           |           |            |            |            |         |         |         |       |       |        |

### Resumen estadístico
| Competición               | Partidos | Goles | Asistencias |
| ------------------------- | -------- | ----- | ----------- |
| Primera División de Chile | 2        | 0     | 1           |
| Venezuela Sub-17          | 11       | 2     | 0           |
| Total                     | 16       | 2     | 1           |